# 赤裸牛仔
羅伯·特約翰·伯克（Robert John Burck，1970年12月23日—），有赤裸牛仔（Naked Cowboy）之稱 ，是一名美國街頭藝人及紐約時報廣場的標誌性人物。他的形象包括：彈奏吉他、只穿著白色的短內褲、牛仔靴和牛仔帽，並提著一支寫滿有關赤踝內容的結他。這個形象啟發到一名女仔成為了赤裸女牛仔──一個形象與他相似的街頭女歌手。

## 生平
1998年，伯克在看過《花花女郎》雜誌後，思想上受到衝擊，於拉斯維加斯的威尼期海灘開始了首次的街頭表演。可是，首次表演的反應並不如意，於是他的朋友半開玩笑地建議他赤裸表演以引人注目。

## 與Mars公司的肖像權爭議
Mars的M&M's朱古力公仔中，其中一個在M&M's在時報廣場分店前的電子屏上幕上的藍色朱古力公仔，形象為：彈奏吉他的同時穿著白色的牛仔帽、牛仔靴、和內褲，被伯克指跟他的註冊商標── Naked Cowboy（赤踝牛仔的英文原文）這個名字及形象接近，遂於二月入稟紐約控告Mars公司侵犯其肖像權。
伯克宣稱M&M's侵犯了其肖像權的理據為： "在缺乏原作者的同意下，使用了相似形象的人物作商業宣傳之用，讓人誤以為原作者讚許M&M's的糖果。"
伯克的入稟形狀的內容還包括要求Mars公司停止使用類似他的形象作宣傳，及賠償1億美元的懲罰性損害賠償(punitive damages)加上律師費(Attorney at law)。

## 參閱
- Andrew Martinez
- David Zancai
- Leslie Cochran

## 參巧資料
1. ↑  .   [2008-02-25]. （原始内容存档于2008-03-10）.
2. ↑  .   [2008-06-28]. （原始内容存档于2011-07-31）.
3. ↑  .   [2008-06-28]. （原始内容存档于2011-05-28）.
4. ↑  .   [2008-06-28]. （原始内容存档于2021-02-01）.

## 外部連結
- 赤踝牛仔 官方網頁 （页面存档备份，存于）